# Calanesia karsholti
Calanesia karsholti ist ein Schmetterling aus der Familie der Chrysopeleiidae.

## Merkmale
Die Falter erreichen eine Flügelspannweite von 13 bis 16 Millimeter. Der Kopf ist glatt beschuppt und grau. Die Fühler sind 3/4 so lang wie die Vorderflügel. Das Fühlerbasisglied (Scapus) ist lang und breit. Die Labialpalpen sind zylindrisch und bis über den Kopf gebogen. Der Thorax ist grau, seitlich und hinten dunkelgrau. Die Tegulae sind dunkelgrau und hellgrau gerandet.
Die Vorderflügel sind breit lanzettlich und haben eine grauweiße Grundfärbung. Sie verjüngen sich distal und sind dort entlang der Aderung mit deutlichen, schmalen, dunkelgrauen Längslinien gezeichnet. Ein breiter grauer Strich reicht von der Vorderflügelbasis bis zur halben Flügellänge. Er verjüngt sich zur Basis und ist hellgrau gesprenkelt. Ein schmales dunkelgraues dorsales Band erstreckt sich von der Basis in Richtung Apex. Es ist hellgrau durchmischt. Auf der Analfalte befindet sich bei 1/3 der Vorderflügellänge ein länglicher dunkelgrauer Fleck. Ein ähnlicher Fleck liegt oberhalb des Innenwinkels bei 2/3 der Vorderflügellänge. Im Apikalbereich befindet sich eine Reihe dunkelgrauer Striche. Die Fransenschuppen glänzen grau. Die grau glänzenden Hinterflügel sind lanzettlich und halb so breit wie die Vorderflügel. Das Abdomen ist dorsal ockergrau und glänzt lateral und ventral hellgrau.
Bei den Männchen ist der Uncus sehr lang und kräftig. Er ist in der Mitte stark gebogen und stark sklerotisiert. Der Apex läuft spitz zu. Das Tegumen ist kurz und breit. Die Valven sind ziemlich kurz und kräftig und an der Basis ziemlich schmal. Sie verbreitern sich vor der Mitte zu einem spärlich beborsteten, bauchigen Teil. An der inneren Oberfläche befindet sich ein langer, kräftiger, leicht gekrümmter Stachel. Dieser ist von fünf bis sechs gleich langen Borsten umgeben. Der Aedeagus ist lang und schlank, Cornuti sind nicht ausgebildet. Er ist nur leicht gekrümmt und verjüngt sich distal allmählich. Der Apex ist stumpf.
Bei den Weibchen sind die Apophysen ungefähr gleich lang. Die Apophyses anteriores sind durch ein breites, V-förmiges Band verbunden. Das Ostium ist am vorderen Teil des siebenten Sternits von einer großen Genitalplatte umgeben. Die Genitalplatte ist breit und trapezförmig, die seitlichen Ränder sind rundlich. Der hintere Rand ist eingekerbt und mit zwei stark sklerotisierten ovalen Flecken versehen, die mit dem Ostium verbunden sind.
Der Ductus bursae ist lang und membranös. Er ist am Ostium schmal und weitet sich allmählich in Richtung Corpus bursae. Das Corpus bursae ist klein und eiförmig und mit zwei zahnartigen Signa versehen.

## Verbreitung
Calanesia karsholti ist in Nordafrika (Tunesien) verbreitet.

## Biologie
Die Biologie der Art ist unbekannt. Falter wurden im März am Licht gesammelt.

## Systematik
Die Gattung Calanesia ist monotypisch mit Calanesia karsholti als einziger Art.

## Belege
1. 1 2 3 4 5 6  J. C. Koster, S. Yu. Sinev: Momphidae, Batrachedridae, Stathmopodidae, Agonoxenidae, Cosmopterigidae, Chrysopeleiidae. In: P. Huemer, O. Karsholt, L. Lyneborg (Hrsg.): Microlepidoptera of Europe. 1. Auflage. Band 5. Apollo Books, Stenstrup 2003, ISBN 87-88757-66-8, S. 183 (englisch).